# Yi Sang-ryong
Dans ce nom coréen, le nom de famille, Yi, précède le nom personnel.
Yi Sang-ryong ou Yi Sangnyong (né le 24 novembre 1858 et mort le 15 juin 1932) est le troisième président du gouvernement provisoire de la république de Corée du 24 septembre 1925 au 3 janvier 1926.